# عائشة عبد الرحمن
عائشة محمد علي عبد الرحمن المعروفة ببنت الشاطئ (1331 هـ / 6 نوفمبر، 1913 - 1419 هـ / 1 ديسمبر، 1998)، مُفكرة وكاتبة مصرية، وأستاذة جامعية وباحثة، وهي أول امرأة تُحاضر بالأزهر الشريف، ومن أوائل من اشتغلن بالصحافة في مصر وبالخُصوص في جريدة الأهرام، وهي كذلك أول امرأة عربية تنال جائزة الملك فيصل العالمية في اللغة العربية والأدب سنة 1994.

## نشأتها
ولدت في مدينة دمياط بشمال دلتا مصر، في أوائل شهر نوفمبر عام 1913م. عائشة هي ابنة لعالم أزهري، حيث كان والدها مُدرسا بالمعهد الديني بدمياط، وهي أيضاً حفيدة لأجداد من علماء الأزهر فقد كان جدها لأمها شيخا بالأزهر الشريف. تلقت تعليمها الأولي في كُتّاب القرية، حيث حفظت القرأن الكريم المبارك كاملا، ثم أرادت بعدها الالتحاق بالمدرسة عندما كانت في السابعة من العمر، لكن والدها رفض ذلك، حيث كان من عادة الأسرة رفض خروج البنات من المنزل والذهاب إلى المدرسة. تلقت عائشة عبد الرحمن بدلا عن ذلك تعليمها بالمنزل، وقد بدأ يظهر تفوقها ونبوغها في تلك المرحلة عندما كانت تتقدم للامتحان فتتفوق على قريناتها بالرغم من أنها كانت تدرس بالمنزل.

## دراستها
حصلت على شهادة الكفاءة للمعلمات عام 1929 وقد كان ترتيبها الأولى على القطر المصري، ثم حصلت على الشهادة الثانوية بعدها التحقت بجامعة القاهرة لتتخرج في كلية الآداب قسم اللغة العربية 1939 م وكان ذلك بمساعدة أمها فأبوها كان يأبى ذهابها للجامعة، وقد ألّفت كتابا بعنوان الريف المصري في عامها الثاني بالجامعة، ثم نالت الماجستير بمرتبة الشرف الأولى عام 1941 م.
تزوجت أستاذها بالجامعة الأستاذ أمين الخولي صاحب الصالون الأدبي والفكري الشهير بمدرسة الأمناء، وأنجبت منه ثلاثة أبناء وهي واصلت مسيرتها العلمية حتى نالت رسالة الدكتوراه عام 1950م وناقشها عميد الأدب العربي د. طه حسين .

## مناصبها
كانت بنت الشاطئ كاتبة ومفكرة وأستاذة وباحثة ونموذجًا للمرأة المسلمة التي حررت نفسها بنفسها بالإسلام، فمن طفلة صغيرة على شاطئ النيل في دمياط إلى أستاذ للتفسير والدراسات العليا في كلية الشريعة بجامعة القرويين في المغرب، وأستاذ كرسي اللغة العربية وآدابها في جامعة عين شمس بمصر، وأستاذ زائر لجامعات أم درمان 1967م والخرطوم، والجزائر 1968م، وبيروت 1972م، وجامعة الإمارات 1981م وكلية التربية للبنات في الرياض 1975- 1983م.
تدرجت في المناصب الأكاديمية إلى أن أصبحت أستاذاً للتفسير والدراسات العليا بكلية الشريعة بجامعة القرويين بالمغرب، حيث قامت بالتدريس هناك ما يقارب العشرين عامًا. ساهمت في تخريج أجيال من العلماء والمفكرين من تسع دول عربية قامت بالتدريس بها، قد خرجت كذلك مبكرًا بفكرها وقلمها إلى المجال العام؛ وبدأت النشر منذ كان سنها 18 سنة في مجلة النهضة النسائية، وبعدها بعامين بدأت الكتابة في جريدة الأهرام فكانت ثاني امرأة تكتب بها بعد الأديبة مي زيادة، فكان لها مقال طويل أسبوعي، وكان آخر مقالاتها ما نشر بالأهرام يوم 26 نوفمبر 1998. وكان لها مواقف فكرية شهيرة، واتخذت مواقف حاسمة دفاعًا عن الإسلام، فخلّفت وراءها سجلاً مشرفًا من السجالات الفكرية التي خاضتها بقوة؛ وكان أبرزها موقفها ضد التفسير العصري للقرآن الكريم ذودًا عن التراث، ودعمها لتعليم المرأة واحترامها بمنطق إسلامي وحجة فقهية أصولية دون طنطنة نسوية، وموقفها الشهير من البهائية وكتابتها عن علاقة البهائية بالصهيونية العالمية.

## مؤلفاتها
بدأت عائشة عبد الرحمن الكتابة منذ عمر 18 عاما في مجلة النهضة النسائية ثم جريدة الأهرام فكانت ثاني امرأة تكتب بها بعد الأديبة مي زيادة. كان لها مقال أسبوعي، وكان آخر مقالاتها ما نشر بالأهرام يوم 26 نوفمبر 1998.
تركت بنت الشاطئ وراءها أكثر من أربعين كتاباً في الدراسات الفقهية والإسلامية والأدبية والتاريخية، وأبرز مؤلفاتها هي:
- التفسير البياني للقرآن الكريم.
- القرآن وقضايا الإنسان.
- تراجم سيدات بيت النبوة.
- الشخصية الإسلامية: دراسة قرآنية.

كذا تحقيق الكثير من النصوص والوثائق والمخطوطات، ولها دراسات لغوية وأدبية وتاريخية أبرزها: 
- نص رسالة الغفران للمعري.

الحياة الإنسانية عند أبي العلاء: لم خلقنا؟ وكيف نحيا؟ وإلى أين المصير؟
- الخنساء الشاعرة العربية الأولى.
- مقدمة في المنهج، وقيم جديدة للأدب العربي.
- تحقيق رسالة الصاهل والشاحج[10]

ولها أعمال أدبية وروائية أشهرها: 
- على الجسر.. سيرة ذاتية، سجلت فيه طرفا من سيرتها الذاتية، وكتبته بعد وفاة زوجها أمين الخولي بأسلوبها الأدبي.
- كتاب «بطلة كربلاء»، وهو عن السيدة زينب بنت علي بن أبي طالب، وما عانته في واقعة عاشوراء في سنة 61 بعد الهجرة، ومقتل أخيها الحسين بن علي بن أبي طالب، والأسر الذي تعرضت له بعد ذلك.

ومن مؤلفاتها:
- بنات النبي
- سكينة بنت الحسين.
- مع المصطفى، مقال في الإنسان.
- نساء النبي.
- أم الرسول محمد..آمنة بنت وهب.
- أعداء البشر.
- أرض المعجزات..رحلة في جزيرة العرب.

## لقب بنت الشاطئ
كانت عائشة عبد الرحمن تحب أن تكتب مقالاتها باسم مستعار؛ فاختارت لقب بنت الشاطئ لأنه كان ينتمي إلى حياتها الأولى على شواطئ دمياط والتي ولدت بها، حتى توثق العلاقة بينها وبين القراء وبين مقالاتها والتي كانت تكتبها في جريدة الأهرام وخوفاً من إثارة حفيظة والدها كانت توقع باسم بنت الشاطئ أي شاطئ دمياط الذي عشقته في طفولتها.

## جوائزها
حصلت الدكتورة عائشة على الكثير من الجوائز منها جائزة الدولة التقديرية في الآداب في مصر عام 1978 م، وجائزة الحكومة المصرية في الدراسات الاجتماعية، والريف المصري عام 1956م، ووسام الكفاءة الفكرية من المملكة المغربية، وجائزة الأدب من الكويت عام 1988 م، وفازت أيضا بجائزة الملك فيصل للأدب العربي مناصفة مع الدكتورة وداد القاضي عام 1994 م. كما منحتها العديد من المؤسسات الإسلامية عضوية لم تمنحها لغيرها من النساء مثل مجمع البحوث الإسلامية بالقاهرة، والمجالس القومية المتخصصة، وأيضاً أَطلق اسمها علي الكثير من المدارس وقاعات المحاضرات في العديد من الدول العربية.

## وفاتها
توفيت عائشة عبد الرحمن عن عمر يناهز 86 بسكتة قلبية في يوم الثلاثاء 11 شعبان 1419 هـ الموافق أول ديسمبر 1998م.